# Ahron Daum

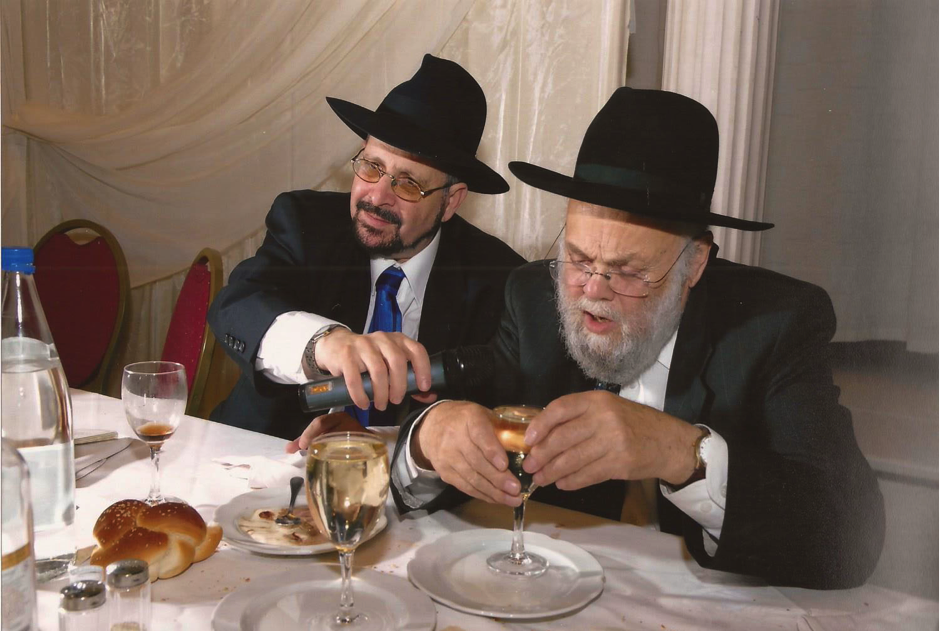
Rabbi Ahron Daum tillsammans med rabbi Claude Lemel från det ortodoxa samfundet Adat Yerim i Paris (Rue Cadet), som var äktenskapsmäklare (”Schadchan”) mellan hans dotter Yael och hennes man Yoel. Rabbi Lemels vördnad betygas med inledningen av ”Ynnest efter måltid” mot slutet av bröllopsmåltiden.

Ahron Daum, född 6 januari 1951 i Bnei Brak i Israel, död 27 juni 2018 i Antwerpen, var en modern ortodox rabbin, utbildare, författare, och före detta överrabbin av Frankfurt am Main.

## Privatliv och utbildning
Ahron Daum föddes i en religiös ashkenazisk familj. Hans far Schmuel Daum var en framstående pedagog, författare och kommunalpolitiker, som härstammade från en prominent rabbinsk familj från Polen och Böhmen. Hans mor Rivka Gina Daum kom från en välmående handelsfamilj i Sopron, Ungern. Han hade tre yngre bröder. Hans intensiva religiösa utbildning började vid 13 års ålder i den berömda litauisk/-chassidiska "Ruzhin" Yeshivan i Bnei Brak. Vid 14 års ålder flyttade han till Storbritannien, där han fortsatte sina studier i Yeshiva Ha-Rama. Därefter vidtog han studier vid den välkända sionistiska yeshivan Etz Chaim i Montreux, Schweiz. År 1975, efter att ha erhållit sin kandidatexamen i Schweiz, fortsatte han sina studier på Jew's College, University of London, där han erhöll en kandidatexamen i judiska studier (med högsta betyg). Från och med 1978 deltog han i rabbin Isaac Elchanans teologiska seminarium (RIETS '82) på Yeshiva University, New York, där han erhöll en magisterexamen i bibliska studier (med högsta betyg) och hans rabbinska ordination som egenhändigt undertecknades av professor rabbin Joseph Soloveitchik. Efter att ha tackat nej till erbjudandet om att fortsätta sina studier för att få titeln Dayan återvände han till Europa där han gifte sig med Francine Frenkel, med vilken han har tre döttrar. Han talar hebreiska, engelska, tyska, franska, holländska och jiddisch och har passiv kunskap i arameiska och latin.

## Rabbinsk karriär
År 1982 startade han sin rabbinska karriär i Schweiz som rabbin i staden Biel, en tvåspråkig fransk/tysk stad. Han lämnade denna position 1986 för att bli doktorand vid christliches/jüdisches Institut i Luzern, anslutet till teologiska fakulteten vid universitetet i Luzern, Schweiz. År 1987 accepterade han posten som överrabbin i judiska församlingen i Frankfurt am Main, Tyskland, på den tiden den största och mest prestigefyllda judiska församlingen i Västtyskland. 
Under Daums ämbetstid som överrabbin i Frankfurt kom det en stor våg av rysk-judiska invandrare från det forna Sovjetunionen till Tyskland och i synnerhet Frankfurt. Det var rabbin Daums främsta prioritet att integrera dessa människor som hade haft en svag kontakt med sina judiska rötter i över 90 år, eftersom det inte hade funnits mycket utrymme i Sovjetunionen att ha en judisk identitet. Detta gjorde det komplicerat att avgöra dessa människors judiska status. Som rabbin i Frankfurt am Main hade han som uppgift att klargöra dessa nykomlingars judiska status. Dessutom var rabbin Daum den drivande kraften i gemenskapens religiösa och kulturella aktiviteter, inte bara men framför allt för de nya medlemmarna från före detta Sovjetunionen. Han organiserade judiska kulturdagar med t.ex. judisk klezmer-musik, föreläsningar om judendom och resor till platser av enormt judiskt historiskt värde, städer så som Worms, Mainz och Michelstadt.
Under de fem år som rabbin i Frankfurt var rabbin Ahron Daum den enda verkande rabbinen. Han såg till alla uppgifter för församlingen i Frankfurt, vilken då omfattade cirka 6000-7000 personer. Han arrangerade bland annat tjänster under sabbat och festivaler, var ansvarig att överse kashrut i församlingens institutioner och såg till att mikvahn renoverades. Rabbin Daum var även Av Beth Din av Frankfurt. Som sådan tog han hand om konvertering, frågor om kashrut, Dinei Torah och religiösa skilsmässor (Gittin). Beträffande konvertering har rabbin Daum erfarenhet både från perspektivet som religiös rabbinsk domare (Beth din), samt som lärare och mentor. Han har mer än 15 års erfarenhet i att förbereda icke-judar som vill bli judiska. 
År 1994 avgick han av familjeskäl från sin post som överrabbin och flyttade till Antwerpen i Belgien, där största delen av hans familj redan bodde. Där började han undervisa judendom i det offentliga skolväsendet och i judiska dagskolor. År 1995 accepterade han en befattning som universitetslektor i judisk lag vid fakulteten för religionsvetenskap i Wilrijk (Antwerpen), Belgien. Som ett erkännande av hans undervisning där och hans verk i halacha tilldelade fakulteten honom en professur Honoris Causa. Sedan 2001 har han tillsammans med sin hustru inlett en rad projekt för Baalei Tshuva och icke-judar intresserade i judiska studier och potentiell konvertering till judendomen. Idag upptar detta större delen av hans tid och kraft, och som en del av dessa aktiviteter anordnar han i samarbete med det holländska Shalom-centret regelbundet studiedagar i olika ämnen inom området judiska studier.

## Arbete och publikationer
Prof. Rabbin Ahron Daum var en produktiv författare som har skrivit mångsidigt om olika frågor inom området judiska studier. När han bodde i Schweiz var han regelbundet medarbetare på den judiska schweizisktyska veckotidningen "Jüdische Rundschau". Under sin tid som överrabbin i Frankfurt skrev han regelbundet artiklar för "Die jüdische Allgemeine" och för tidskriften "Die Gemeinde". Sedan 2010 skriver han en månatlig kolumn för tidningen Joods Actueel, den mest spridda judiska publiceringen i Belgien. Dessa spalter täcker stora områden inom judiska studier, till exempel hans omtyckta serie om judendomens historia sedan upplysningstiden. Han är författare till två böcker. Hans första bok "Halacha Aktuell" är ett verk i två delar, skriven på tyska, som behandlar halachiska problem och aktuella frågor såsom de visas i den halachiska litteraturen och mer specifikt responsa. Detta arbete är unikt eftersom det var den första bok skriven på tyska under efterkrigstiden som utförligt behandlar halachiska frågor i Responsa-litteraturen.  Den välkomnades därför med stor entusiasm i den halachiska världen, och har fått beröm från många framstående halachiska myndigheter. Vissa artiklar från den här boken skrevs på rabbinsk hebreiska och publicerades senare separat under titeln "Iyunim b'Halacha". Hans andra bok var "Die Jüdische Feiertage in Sicht der Tradition" (De judiska festivalerna enligt traditionen). Det är en antologi i två volymer med kombination av halachiska artiklar, predikningar, liturgiska kommentarer och folkloristiska och humoristiska berättelser anknutna till de judiska helgdagarna och sabbat. Han arbetade med ett antal böcker på nederländska som täcker så skilda ämnen som kabbala, judisk historia, den samtida judiska världen och dess olika anknytningar och andra frågor.

## Publicerade verk
Böcker
- Halacha aktuell, Jüdische Religionsgestze und Bräuche im modernen Alltag (Haag und Herchen Verlag, Frankfurt am Main, 1992, 2 Vol., p. 387 – p. 773)
- Iyunim b’Halacha (Haag und Herchen Verlag, Frankfurt am Main, 1992, p. 93)
- Die Feiertage Israels, Die jüdischen Feiertage in er Sicht der Tradition (Herchen Verlag, Frankfurt am Main, vol. I, 1993, p. 556, vol. II, 1994, p. 557)
- "Das aschkenasische Rabbinat : Studien über Glaube und Schicksal" (Julius Carlebach) / Die Rolle des Rabbiners in Deutschland heute (Ahron Daum)